# فيفو أيباكس
Vivo apex هو هاتف ذكي من إنتاج شركة فيفو أعلن عنه في مايو 2018.

## المواصفات
لهذا الهاتف مواصفات متقدمة حيث تشغل شاشته 98% من الواجهة مع حواف 1.8 ملمتر من الأعلى والجوانب و 4.3 ملمتر في الأسفل.

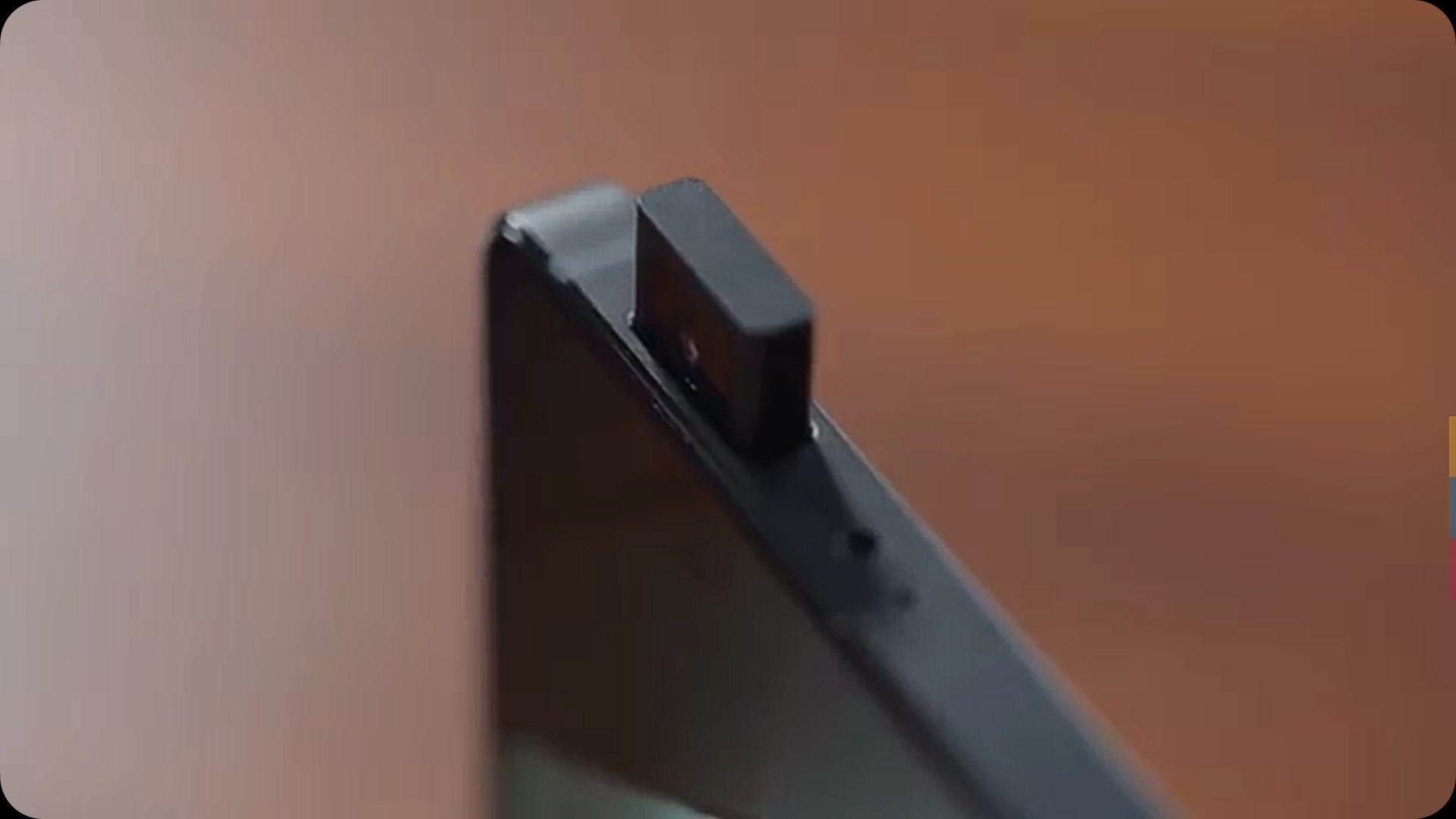

كما يعتبر هذا الهاتف سابقة تقنية حيث جاء بعدة مواصفات تقنية جديدة، منها قارئ البصمة المتضمن في الشاشة، الكاميرا الأمامية المخفية في حالة الاستخدام العادي وتخرج من أعلى الهاتف عند التقاط صورة السلفي كما لهذا الهاتف تصميم فريد مع زجاج غوريلا في الخلف.